# Methan hydrat

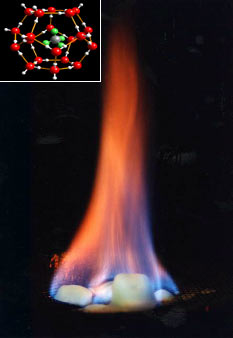
Khí methan cháy sau khi thoát ra từ "băng cháy" bị nung nóng.
Hình nhỏ: cấu trúc dạng mắt lưới (Đại học Göttingen, GZG. Abt. Kristallographie).
Nguồn: Cục Khảo sát Địa chất Hoa Kỳ.

Methan hydrat hay còn gọi là nước đá cháy hoặc băng cháy là một dạng hỗn hợp giữa nước và khí tự nhiên, chủ yếu là khí methan bị nén lại trong một cấu trúc tinh thể nước, tạo thành một chất rắn gọi là băng cháy.
Băng cháy ổn định ở điều kiện nhiệt độ thấp và áp suất cao, phần lớn được tìm thấy bên dưới lớp băng vĩnh cửu và những tầng địa chất sâu bên dưới lòng đại dương. Ban đầu khoa học cho rằng băng cháy chỉ có mặt ở khu vực ngoài Hệ mặt trời nơi có nhiệt độ thấp và nước đá là phổ biến, nhưng methan hydrat sau đó lại được phát hiện trong trầm tích ở đáy đại dương của Trái Đất. Trữ lượng methan dạng này theo ước tính dè dặt vào khoảng gấp hai lần trữ lượng carbon được tìm thấy trong tất cả các nhiên liệu hóa thạch được biết đến trên Trái Đất. Nó cũng có thể được hình thành khi khai thác khí thiên nhiên và được xem là thủ phạm gây tắc đường ống dẫn khí và làm kẹt thiết bị.
Methan hydrat là thành phần phổ biến của đại quyển biển nông, và chúng hiện diện cả trong các cấu trúc trầm tích sâu, và lộ ra trên đáy đại dương. Methan hydrat được cho là hình thức của di cư của khí từ dưới sâu dọc theo các đứt gãy địa chất, tiếp theo là sự kết tủa hay kết tinh khi các dòng khí trồi lên tiếp xúc với nước biển lạnh. Methan hydrat cũng có mặt trong lõi băng sâu ở Nam Cực, và ghi lại một lịch sử  về nồng độ khí methan trong khí quyển, có niên đại 800.000 năm trước. Methan hydrat trong băng là một nguồn dữ liệu sơ cấp cho việc nghiên cứu ấm lên toàn cầu, cùng với oxy và carbon dioxide.